# Пробабин
Пробабин (укр. Пробабин) — село в Городенковской городской общине Коломыйского района Ивано-Франковской области Украины.
Население по переписи 2001 года составляло 213 человек. Занимает площадь 4,454 км². Почтовый индекс — 78141. Телефонный код — 03430.